# Lachapelle
Lachapelle é uma comuna francesa na região administrativa da Nova Aquitânia, no departamento Lot-et-Garonne. Estende-se por uma área de 4,45 km². Em 2010 a comuna tinha 91 habitantes (densidade: 20,4 hab./km²).